# ألان جافي
ألان جافي (بالإنجليزية: Allan Jaffe) هو عازف جاز أمريكي، ولد في 24 أبريل 1935 في بوتسفيل في الولايات المتحدة، وتوفي في 10 مارس 1987.

## وصلات خارجية
- ألان جافي على موقع أول ميوزيك (الإنجليزية)